# 迈克罗夫特·福尔摩斯
迈克罗夫特·福尔摩斯（英語：Mycroft Holmes），是英國著名侦探小说家柯南·道尔笔下的一个人物。英國內閣長官、第欧根尼俱乐部创始成员。他是大侦探夏洛克·福尔摩斯的长兄，比弟弟大7岁。時常將有關國際間諜的案件交給弟弟夏洛克·福爾摩斯的偵探社處理。

## 個性
书中的迈克罗夫特·福尔摩斯（也译作麦考夫·福尔摩斯）被描述成一个高而胖的中年人，有一双像海豹掌一样的大手。他拥有更勝於夏洛克·福尔摩斯的观察力和推理能力，是一個在背後默默的為夏洛克·福爾摩斯打理好一切的男人。
根据书中的描述，迈克罗夫特·福尔摩斯在英国政府担任秘密的要职，專門整合各部門情報，並找出其中的關聯性。
他也時常待在第歐根尼俱樂部中。

## 改編
- 1970年電影《福爾摩斯的秘密生活》（法文：La Vie privée de Sherlock Holmes，英文原名：The Private Life of Sherlock Holmes）
- 2011年电影《福爾摩斯：詭影遊戲》中，由史蒂芬·佛萊飾演[1][2]。
- BBC电视连续剧，編劇兼演員為马克·加蒂斯。
- 日本動畫《憂國的莫里亞蒂》第二季，由安元洋貴配音。
- 2020年Netflix電影《天才少女福爾摩斯》，由山姆·克拉弗林飾演邁克羅夫特·福爾摩斯。

## 外部連結
- Sherlock Holmes Public Library